# Зуева, Ирина Викторовна
Ирина Викторовна Зуева (род. 22 февраля 2000 года, Челябинск, Россия) — российская дзюдоистка, бронзовый призёр чемпионата Европы 2025 года, чемпионка России 2023 года. Чёрный пояс по дзюдо. Мастер спорта России международного класса.

## Биография
Ирина родилась 22 февраля 2000 года в столице Южного Урала — Челябинске. Она воспитанница челябинской спортивной школы олимпийского резерва им. Григория Веричева. Ирину в дзюдо привёл ее отец Виктор. Первыми тренерами Зуевой были Юрий Попов, Андрей Востриков и Дмитрий Кулябин.

## Спортивная карьера

### Зуева в детстве
Зуева начала выступать на международных турнирах с 2015 года на уровне кадетов (до 18 лет) после серебряной медали на первенстве России в весе до 57 кг в Казани, она попробовала свои силы на кубке Европы в Анталии (Турция) в марте 2015 года, затем в апреле она завоевала бронзовую медаль на кубке Европы в Твери (Россия). В феврале 2016 года она стала победительницей первенства России в Новосибирске, В апреле 2016 года она уже выиграла золотую медаль на кубке Европы в Твери (Россия) и в Берлине (Германия), в июле дебютировала в качестве члена сборной России на первенстве мира в финском городе Вантаа в весе до 57 кг. В феврале 2017 года пришла третьей на кубке Европы в Фоллонике (Италия), в апреле стала первой на кубке Европы в Туле (Россия) и третьей на кубке Европы в Берлине. В мае 2017 года была финалисткой кубка Европы в Бельско-Бяла (Польша), в июне 2017 года добыла бронзовую медаль для сборной России на кадетском первенстве Европы в Каунасе (Литва) в личном зачёте, одолев в схватке за бронзовую медаль сербку Марику Перисич, помимо этого удостоилась бронзы и в командном зачёте.

### Юниорский уровень
Зуева дебютировала в возрастной категории до 21 года на первенстве России в ноябре 2017 года в Иркутске, где заняла лишь пятое место. В 2018 году она выступила на кубке Европы в Санкт-Петербурге (Россия) и Праге (Чешская Республика), кроме того выиграла бронзовую медаль на первенстве России в Назрани. В 2019 году Зуева выступила на четырех кубках Европы в Санкт-Петербурге, Коимбре, Каунасе и лишь в Праге она смогла выиграть бронзовую медаль. В октябре 2019 года выступила на первенстве мира в Марракеше (Марокко) и выиграла серебро в командном турнире, в ноябре 2019 года выиграла первенство России в Красноярске. В начале 2020 года была участницей первенства Европы в хорватском городе Пореч.

### Зуева как взрослая спортсменка
Ирина начала свою путь на уровне среди женщин довольно рано, в марте 2018 года будучи 18-летней она выступила сразу же на первенстве России среди спортсменок до 23 лет в Смоленске и чуть не выиграла медаль, уступив в малом финале Светлана Миняйло из Иркутской области. В марте 2021 года была финалисткой на кубке Азии памяти Турара Жолдыбаева в Актау (Казахстан). В июне 2021 года стала второй на первенстве России до 23 лет в Мурманске, а также была второй на кубке Европы в Оренбурге (Россия) в августе 2021 года. В начале сентябре 2021 года финишировала на третьем месте на первых Играх стран СНГ в Казани, в конце сентябре стала третьей на чемпионате России в Майкопе, в ноябре выступила на престижнейшим турнире серии «Большой Шлем» в Абу-Даби (ОАЭ). В конце 2021 года выиграла кубок России в Грозном. В апреле 2022 года принесла в копилку сборной Челябинской области бронзовую медаль на первенстве страны до 23 лет, который прошёл в Тюмени. В мае 2022 года так же выиграла бронзу на турнире «Петербургский вызов» в Санкт-Петербурге. В июне 2022 стала первой на турнире серии «Russian judo tour» памяти В. Н. Гулидова в Красноярске с призовым фондом 250.000 тысяч рублей за первое место. В конце марта 2023 года стала победительницей очередного турнира серии «Russian judo tour» памяти В. С. Ощепкова в Хабаровске. В июне 2023 года участвовала на турнире международной серии «Большой Шлем» в Астане (Казахстан). В конце сентября 2023 года впервые выиграла чемпионат страны, который прошёл в Кемерово. В мае 2024 года во второй раз выиграла турнир серии Russian judo tour памяти В. С. Ощепкова, который проходил в городе Хабаровск. В октябре 2024 года стала финалисткой серии «Большого шлема» в Абу-Даби (ОАЭ). В марте 2025 года завоевала бронзовую медаль турнира «Большой шлем» в Ташкенте.

## Спортивные результаты
Взрослый уровень
- 2021 Первенство России до 23 лет — ;
- 2021 Кубок Европы — ;
- 2021 Кубок Азии — ;
- 2021 I Игры стран СНГ — ;
- 2021 Дзигоро Кано — ;
- 2021 Чемпионат России — ;
- 2021 Кубок России — ;
- 2022 Первенство России до 23 лет — ;
- 2022 «Петербургский вызов» — ;
- 2022 Всероссийская спартакиада — ;
- 2022 Russian judo tour (Красноярск) — ;
- 2023, 2024 Russian judo tour (Хабаровск) — ;
- 2023 Russian judo tour (Челябинск) — ;
- 2023 Чемпионат России — ;
- 2024 Игры БРИКС — ;[10]
- 2024 «Большой шлем» (Абу-Даби) — ;
- 2025 «Большой шлем» (Ташкент) — ;

Юниорский уровень (до 20 лет)
- 2018 Первенство России — ;
- 2019 Кубок Европы (Прага) — ;
- 2019 Первенство мира (команда) — ;
- 2019 Первенство России — ;

Кадетский уровень (до 17 лет)
- 2015 Первенство России — ;
- 2015 Кубок Европы (Тверь) — ;
- 2016 Первенство России — ;
- 2016 Кубок Европы (Тверь, Берлин) — ;
- 2017 Кубок Европы (Фоллоника, Берлин) — ;
- 2017 Кубок Европы (Тула) — ;
- 2017 Кубок Европы (Бельско-Бяла) — ;
- 2017 Первенство Европы — ;
- 2017 Первенство Европы (команда) — ;